# Brushy Creek
Brushy Creek è un census-designated place (CDP) degli Stati Uniti d'America della contea di Williamson nello Stato del Texas. La popolazione era di 21 764 abitanti al censimento del 2010.

## Geografia fisica
Brushy Creek è situata a 30°30′39″N 97°44′05″W (30.510970, -97.734697).
Secondo lo United States Census Bureau, il CDP ha una superficie totale di 18,13 km², dei quali 18,02 km² di territorio e 0,11 km² di acque interne (0,61% del totale).

## Società

### Evoluzione demografica
Secondo il censimento del 2010, la popolazione era di 21 764 abitanti.

### Etnie e minoranze straniere
Secondo il censimento del 2010, la composizione etnica del CDP era formata dal 77,7% di bianchi, il 4,1% di afroamericani, lo 0,53% di nativi americani, il 12,05% di asiatici, lo 0,13% di oceanici, il 2,4% di altre razze, e il 3,1% di due o più etnie. Ispanici o latinos di qualunque razza erano il 13,12% della popolazione.